# Carretera Federal 19
La Carretera Federal 19, es una carretera Mexicana que recorre el sur del estado de Baja California Sur, desde San Pedro hasta Cabo San Lucas, tiene una longitud de 126 km.
Las carreteras federales de México se designan con números impares para rutas norte-sur y con números pares para las rutas este-oeste. Las designaciones numéricas ascienden hacia el Sur de México para las rutas norte-sur y ascienden hacia el Este para las rutas este-oeste. Por lo tanto, la carretera federal 19, debido a que su trayectoria es norte-sur, tiene la designación de número impar, y por estar ubicada en el Noroeste de México le corresponde la designación N° 19. 

## Trayectoria

### Baja California Sur
- San Pedro – Carretera Federal 1
- Todos Santos
- El Pescadero
- Cabo San Lucas – Carretera Federal 1